# 849 до н. е.

## Події
- Юдея: початок правління царя Йорама; Едом став незалежним від Юдеї.
- Ріпунджая, легендарний правитель держави Магадха в Індії.